# Dillinger See
Der Dillinger See (auch Ökosee Dillingen) ist ein See in Dillingen/Saar im Landkreis Saarlouis.

## Geographie
Der 23 ha große See liegt im ca. 80 ha großen Vogelschutzgebiet, am Westrand der Stadt zwischen dem Stadtteil Pachten und der Saar in einer ehemaligen Auenlandschaft. Der See verläuft von Süden nach Norden entlang der Saar. Im Norden des Sees befindet sich eine etwa 2 ha große Insel. Im Süden begrenzt die L355 den See. Der See ist dicht von Bäumen und Büschen umwachsen und hat ausgeprägte Schilfzonen.

## Geschichte

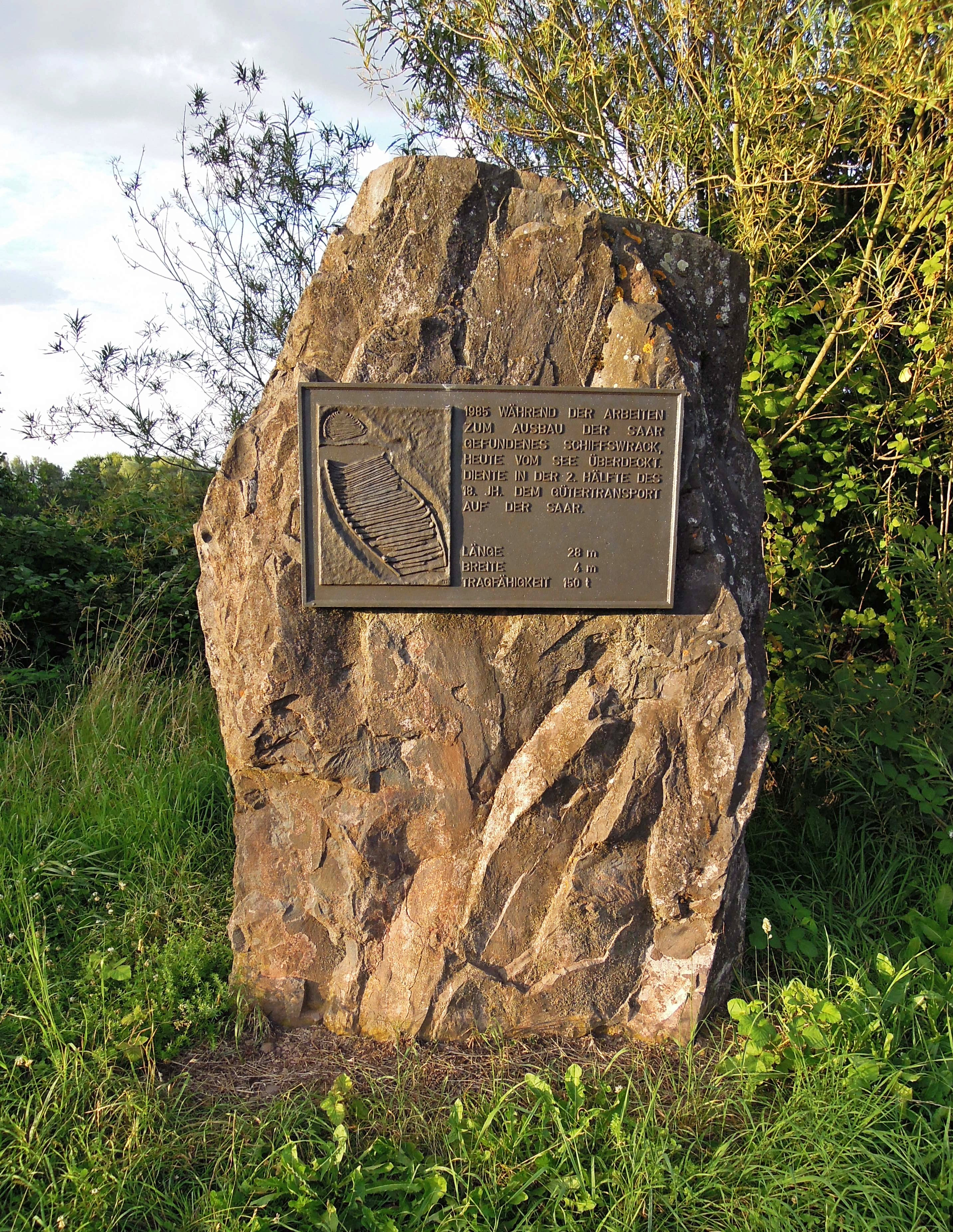
Hinweis an der Fundstelle des Wracks

Der Dillinger See in Dillingen entstand in den 1980er Jahren aus einem Saar-Altarm im Rahmen des Saarausbaus als Ausgleichsmaßnahme für verloren gegangene Flächen. Der See dient zur Regulierung des Flusses bei Hochwasser.
Während der Bauarbeiten wurde im Nordteil des Gewässers ein Schiffswrack aus dem 18. Jahrhundert gefunden, das von dem damaligen Landeskonservator Alfons Kolling dokumentiert wurde. Nach der wissenschaftlichen Auswertung wurde das Wrack an seinem Fundort belassen, wieder geflutet und die Fundstelle am Ufer durch eine Hinweistafel markiert. Am nördlich des Sees entlang führenden Rundweg befindet sich ein Denkmal in Form eines Ankers, das an den ehemaligen Umschlagplatz der Dillinger-Hüttenwerke am Flussufer, den so genannten „Pähter Bock“, erinnert.
Seit 2004 ist der See EU-Vogelschutzgebiet nach der FFH-Richtlinie. Zwischen 2006 und 2014 gestaltete der NABU Saarlouis/Dillingen die Uferzonen und die Insel des Sees neu. Dabei wurden mehrere hundert Meter steil abfallender Uferzonen verflacht und die Insel teilweise unter Wasserniveau abgeschoben, neu modelliert und Flachwasserzonen und Tiefstellen geschaffen. Am Ostufer entstand ein Beobachtungshügel. Das Projekt wurde vom Ministerium für Umwelt und dem  Landesamt für Umwelt- und Arbeitsschutz begleitet. Im Jahr 2014 wurde am Westufer des Sees gemeinschaftlich von der Stadt Dillingen und dem NABU ein vier Meter hoher Beobachtungsturm errichtet, von dem sich mehr als 130 Vogelarten beobachten lassen.

## Fauna und Flora

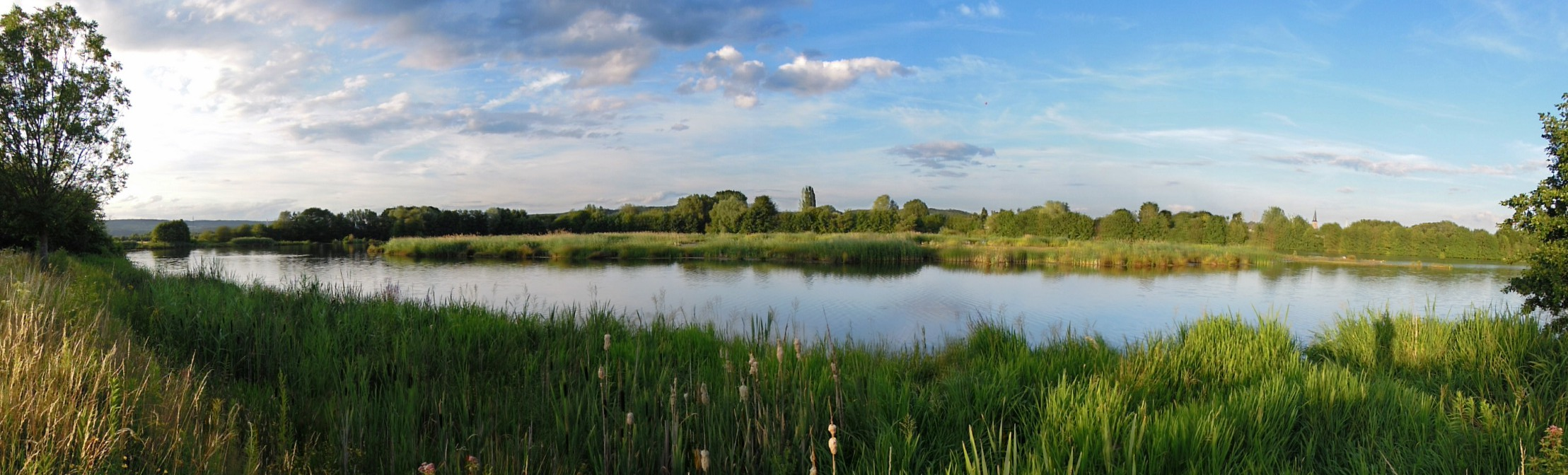
Blick über den Ökosee

Der See dient vielen Vögeln als Lebensraum. Neben Höckerschwänen, Enten- und Gänsearten kommen auch Kormorane und diverse Reiher, Störche, Greifvögel, Dommeln, Rallen und Möwen sowie zahlreiche Singvogelarten vor. Auch zahlreiche Insekten- und Fledermausarten sowie Amphibien und Reptilien nutzen den See als Lebensraum. Zu den seltenen Arten der Pflanzenwelt zählen der Rions Wasserhahnenfuß und die Zerbrechliche Armleuchteralge.

## Nutzung
Der See selbst darf aus ökologischen Gründen nicht direkt genutzt werden, dient der Bevölkerung aber als Naherholungsgebiet. Um den See führt ein 3,6 km langer Rundwanderweg. Der See dient auch dem Hochwasserschutz, da sein Pegel etwa 45 cm unter dem der Saar liegt. Die Pegeldifferenz wird durch Ableitung von überschüssigem Wasser zum Unterwasser der Rehlinger Schleuse gewährleistet.

## Flugzeugabsturz
Im Zweiten Weltkrieg wurde am 20. November 1944 ein US-amerikanisches Kampfflugzeug vom Typ P 47 Thunderbolt über Pachten abgeschossen und ging im Bereich des heutigen Ökosees nieder. Im Jahr 2000 führte ein Bergungsteam des Joint POW/MIA Accounting Command (JPAC) Sondierungsarbeiten durch. Der Kontakt zum Bruder des Piloten James G. Newman wurde hergestellt und entsprechende Sondierungen begonnen. Teile der aus Aluminium bestehenden Hydraulikleitungen wurden im Dezember 2013 im Rahmen von Renaturierungsarbeiten im Uferschlamm entdeckt und dem Dillinger Geschichtsverein übergeben. Anfang 2014 war ein JPAC-Team erneut vor Ort und führte Befragungen von Zeitzeugen sowie Sondagearbeiten am Ostufer des Ökosees durch. Unterstützt wurde das Team durch Uwe Benkel und weitere Mitglieder der Arbeitsgruppe für Vermisstenforschung. Man fand Kleinteile des Flugzeugs sowie Blindgänger von Phosphorbomben. Weitere Sondagearbeiten, die im September 2014 vor Ort durch den Dillinger Geschichtsverein und durch den Verein zur Bergung Gefallener in Osteuropa durchgeführt wurden, ergaben ebenfalls nur Kleinteile. Das Schicksal des Piloten ist weiterhin unklar.